# Азтек (Аризона)
Азтек (енгл. Aztec) насељено је место без административног статуса у америчкој савезној држави Аризона.

## Демографија
По попису из 2010. године број становника је 47.
| Група             | 2000.    | 2010.      |
| Белци             | 0 (0,0%) | 4 (8,5%)   |
| Афроамериканци    | 0 (0,0%) | 0 (0,0%)   |
| Азијати           | 0 (0,0%) | 0 (0,0%)   |
| Хиспаноамериканци | 0 (0,0%) | 43 (91,5%) |
| Укупно            | 0        | 47         |